# Finale de la Coupe d'Afrique des nations de football 2000
Navigation
Finale de la CAN
1998 Finale de la CAN
2002
La finale de la Coupe d'Afrique des nations de football 2000 a été un match de football qui a eu lieu le 13 février 2000 au National Stadium à Lagos, au Nigeria, pour déterminer le vainqueur de la Coupe d'Afrique 2000 des Nations, le championnat de football de l'Afrique organisée par la Confédération africaine de football. 
Le Cameroun a remporté le titre pour la troisième fois en battant le Nigeria 4-3 aux tirs au but.

## Finale
| CAN 2000                                                  | Nigeria                                  | 2 - 2             | Cameroun                            | National Stadium, Lagos                       |                                               |
| 13 février 2000 · 15:00 UTC+1 · Historique des rencontres | Chukwu 45e · Okocha 47e                  | (1 - 2)           | 26e Eto'o · 31e M'Boma              | Spectateurs : 60,000 Arbitrage : Mourad Daami | Spectateurs : 60,000 Arbitrage : Mourad Daami |
| 13 février 2000 · 15:00 UTC+1 · Historique des rencontres | Rapport                                  |                   |                                     | Spectateurs : 60,000 Arbitrage : Mourad Daami | Spectateurs : 60,000 Arbitrage : Mourad Daami |
| 13 février 2000 · 15:00 UTC+1 · Historique des rencontres | Okocha · Okpara · Kanu · Ikpeba · Oliseh | Tirs au but 3 - 4 | M'Boma · Wome · Geremi · Foé · Song | Spectateurs : 60,000 Arbitrage : Mourad Daami | Spectateurs : 60,000 Arbitrage : Mourad Daami |

| Nigeria | Cameroun |

| Nigeria :       |    |                    |  |     |        |
|                 |    |                    |  |     |        |
| Gardien de but  | 1  | Ike Shorunmu       |  |     |        |
|                 | 3  | Celestine Babayaro |  |     |        |
|                 | 5  | Iyenemi Furo       |  |     | Averti |
|                 | 6  | Taribo West        |  |     |        |
|                 | 7  | Finidi George      |  | 70e |        |
|                 | 21 | Godwin Okpara      |  |     |        |
|                 | 8  | Mutiu Adepoju      |  | 98e |        |
|                 | 10 | Jay-Jay Okocha     |  |     |        |
|                 | 15 | Sunday Oliseh      |  |     | Averti |
|                 | 4  | Nwankwo Kanu       |  |     |        |
|                 | 18 | Raphael Chukwu     |  | 46e |        |
| Remplaçants :   |    |                    |  |     |        |
|                 | 17 | Julius Aghahowa    |  | 46e |        |
|                 | 13 | Tijani Babangida   |  | 70e |        |
|                 | 11 | Garba Lawal        |  | 98e |        |
| Sélectionneur : |    |                    |  |     |        |
| Jo Bonfrere     |    |                    |  |     |        |

| Cameroun :       |    |                    |  |     |        |
|                  |    |                    |  |     |        |
| Gardien de but   | 1  | Alioum Boukar      |  |     |        |
|                  | 3  | Pierre Womé        |  |     | Averti |
|                  | 4  | Rigobert Song      |  |     | Averti |
|                  | 5  | Raymond Kalla      |  | 94e |        |
|                  | 6  | Pierre Njanka      |  |     | Averti |
|                  | 8  | Geremi Njitap      |  |     |        |
|                  | 12 | Lauren Etame Mayer |  |     |        |
|                  | 17 | Marc-Vivien Foé    |  |     |        |
|                  | 20 | Salomon Olembe     |  |     |        |
|                  | 9  | Samuel Eto'o       |  | 72e |        |
|                  | 10 | Patrick M'Boma     |  |     |        |
| Remplaçants :    |    |                    |  |     |        |
|                  | 21 | Joseph-Désiré Job  |  | 72e |        |
|                  | 13 | Lucien Mettomo     |  | 94e |        |
| Sélectionneur :  |    |                    |  |     |        |
| Pierre Lechantre |    |                    |  |     |        |

| Assistants : Homme du Match : |